# Salačova Lhota
Salačova Lhota (německy Salatsch Lhota) je obec v okrese Pelhřimov v Kraji Vysočina. Žije zde 135 obyvatel.

## Historie
První písemná zmínka o obci pochází z roku 1407.

## Obyvatelstvo
| Rok            | 1869 | 1880 | 1890 | 1900 | 1910 | 1921 | 1930 | 1950 | 1961 | 1970 | 1980 | 1991 | 2001 | 2011 | 2021 |
| -------------- | ---- | ---- | ---- | ---- | ---- | ---- | ---- | ---- | ---- | ---- | ---- | ---- | ---- | ---- | ---- |
| Počet obyvatel | 387  | 414  | 370  | 341  | 351  | 339  | 256  | 226  | 236  | 201  | 194  | 146  | 140  | 132  | 127  |
| Počet domů     | 47   | 48   | 48   | 48   | 47   | 50   | 48   | 49   | 48   | 46   | 45   | 51   | 52   | 51   | 57   |

## Obecní správa

### Části obce
- Salačova Lhota
- Malá Černá
- Velká Černá

### Obecní symboly
Znak a vlajka byly obci uděleny rozhodnutím předsedy Poslanecké sněmovny Parlamentu České republiky dne 15. listopadu 2005.

## Galerie

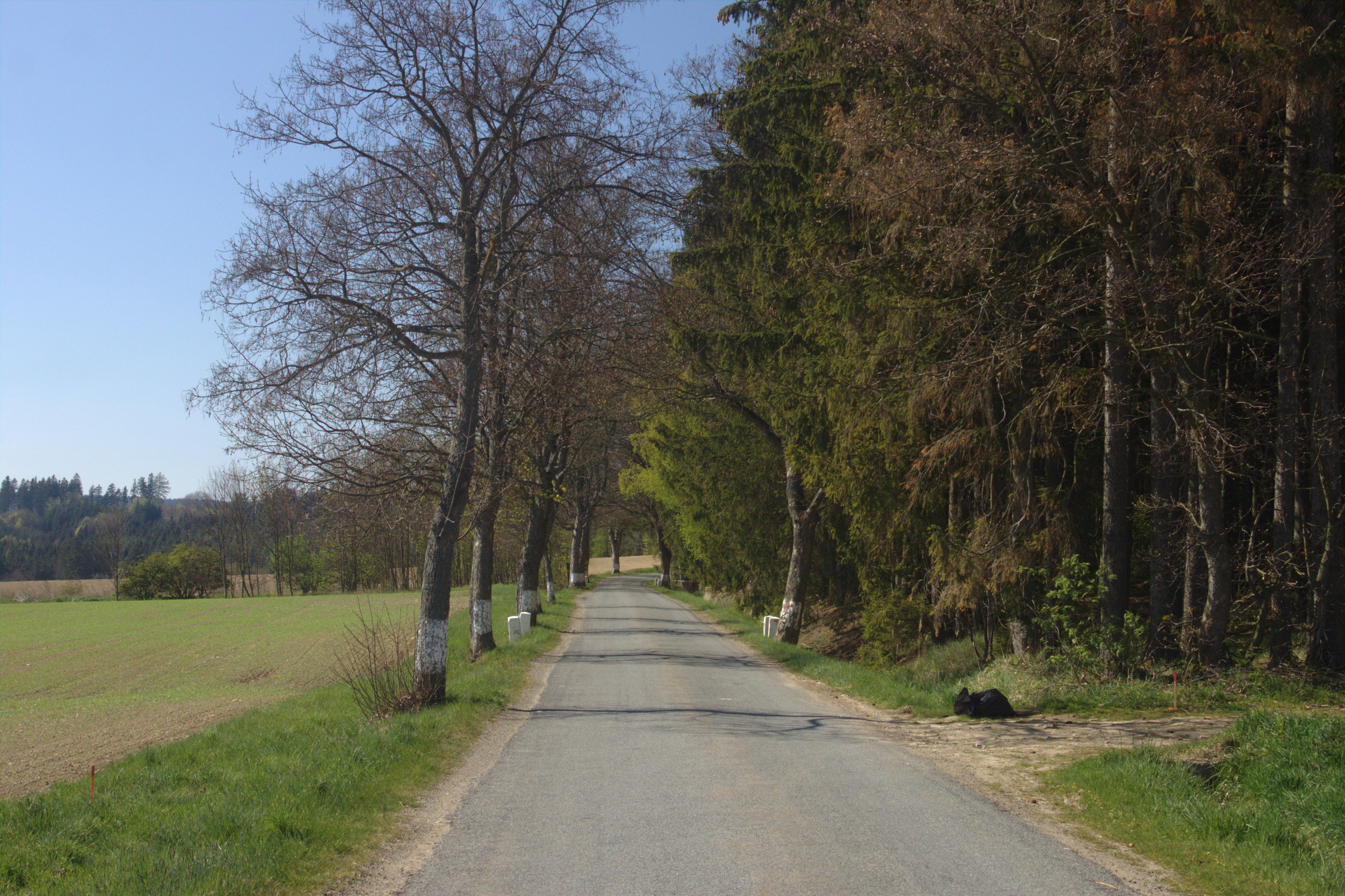
Silnice poblíž
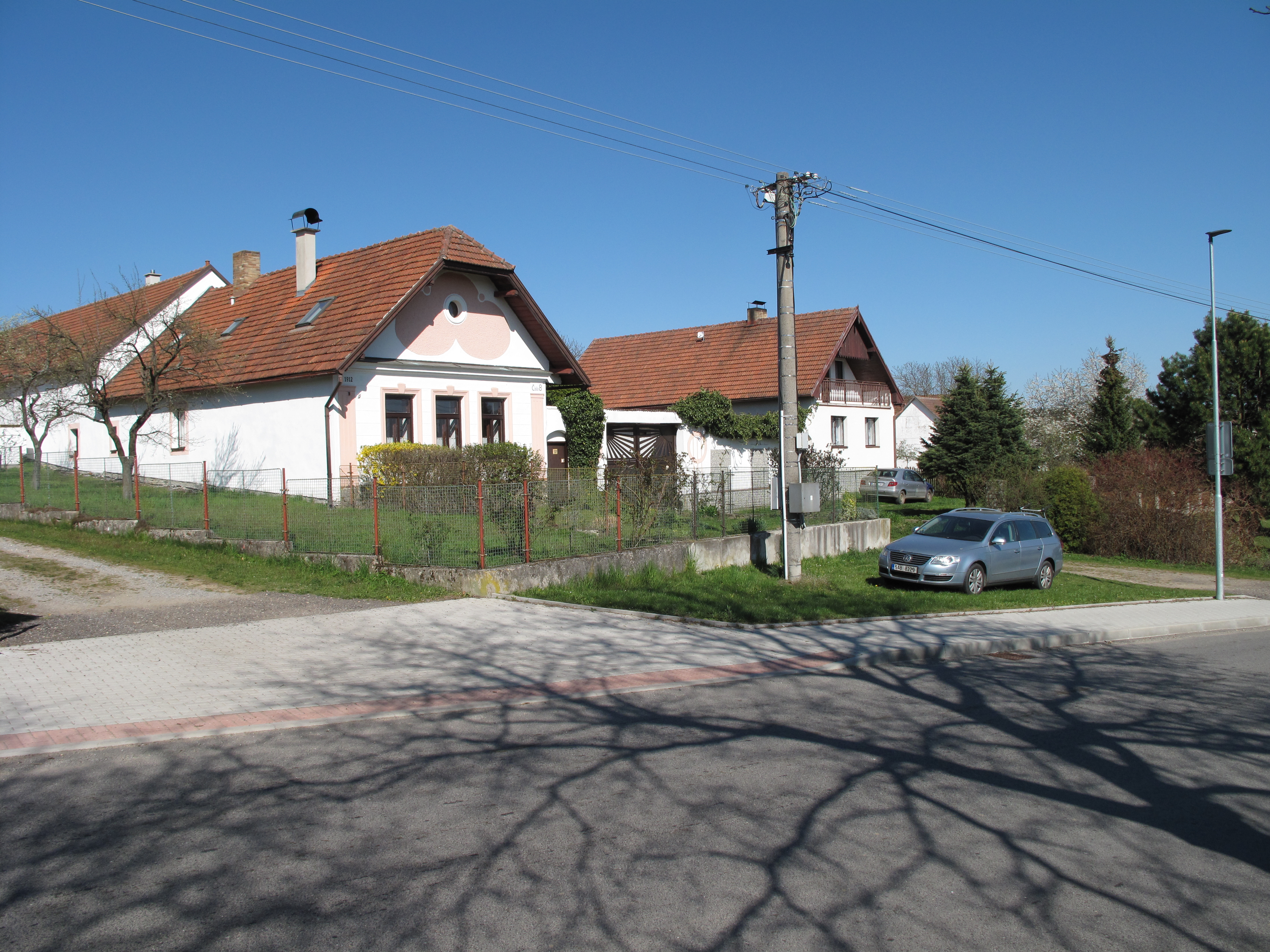
Domy na návsi
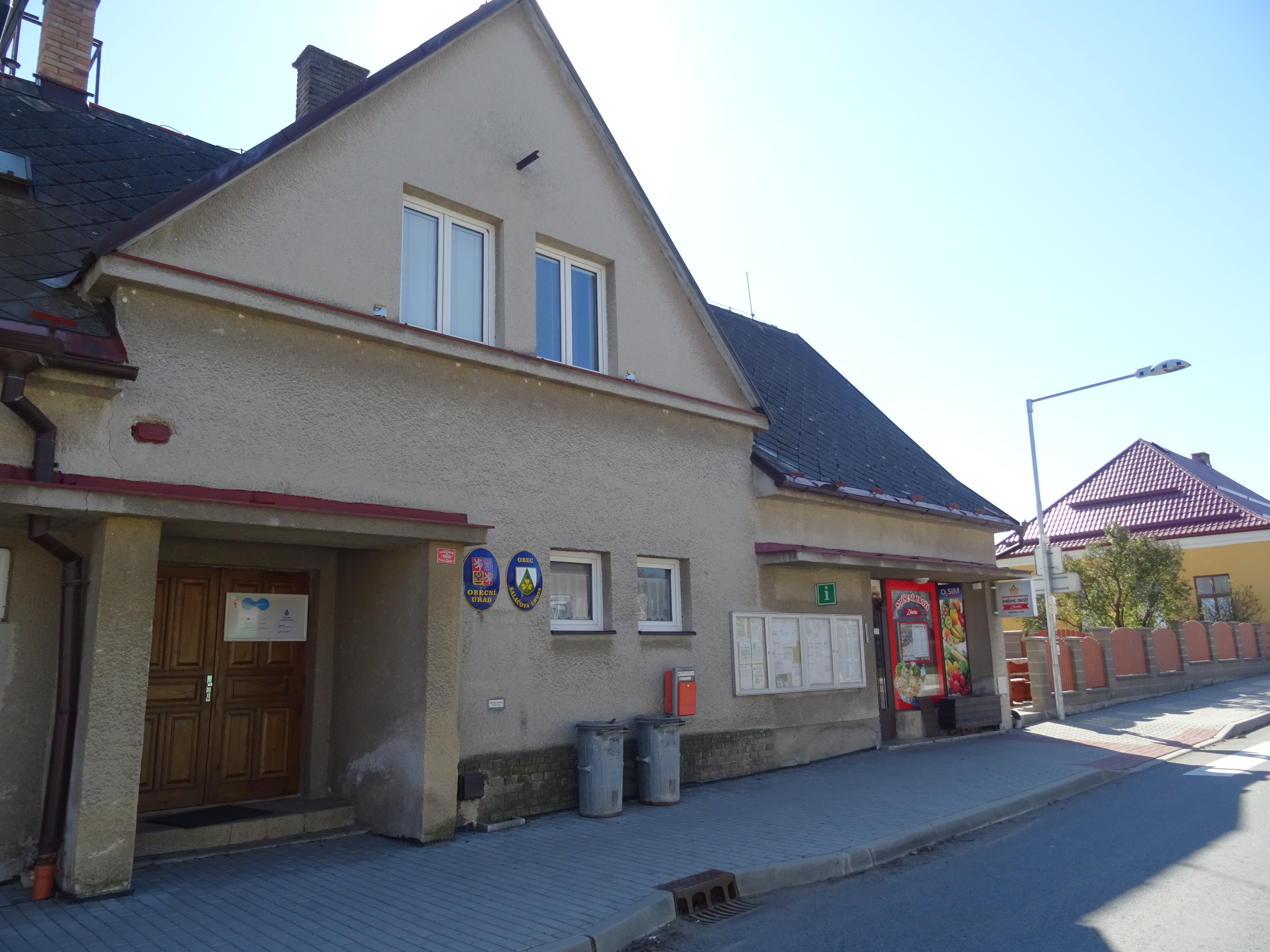
Obecní úřad